# Manuscrit de Viguier
Le manuscrit de Viguier est un ouvrage de 185 pages contenant une multitude de fables originellement écrites en latin et en français puis traduites en turc. Ce travail a été réalisé à Constantinople en 1721 par un copiste inconnu. À la suite de la publication d'une grammaire simplifiée de la langue turque dont le fondement est le manuscrit de Viguier, le document a traversé l'Atlantique pour être conservé en Amérique du Nord par la Literary and Historical Society of Quebec. Ce manuscrit est tombé dans l'oubli au début du  XIXe siècle, les informations le concernant demeurant en Europe.

## Historique
Au XVIIIe siècle, Pierre-François Viguier (1745-1821), préfet apostolique à Constantinople, s'empare du manuscrit pour en faire un ouvrage. Décédé avant la fin du projet, il ne terminera pas son travail. Ce sera un ami, l'orientaliste Dejean, qui va se trouver en possession du manuscrit et des travaux bien avancés de Viguier. Dejean ne va pas continuer ce travail. Louis Victor Letellier, membre de la Société asiatique de Paris, prend la relève et s'empare des dossiers. Letellier ne va pas produire un recueil de fables comme prévu à l'origine. Son œuvre finale (voir annexe) sera une grammaire simplifiée de la langue turque du nom de Choix de fables traduites en turc par un effendi de Constantinople et publié avec une version française et un glossaire par L. Victor Letellier membre de la société asiatique de Paris (1826).
Cet ouvrage comprend une traduction française du manuscrit ainsi qu'une retranscription plus facilement lisible en langue turque dans un style ressemblant au manuscrit original. Grâce à son glossaire, la grammaire de M. Letellier permet de faire la liste des différentes fables présentes dans ce manuscrit.

## Liste des fables
| Aigle (L') et le Corbeau                          | Corbeau (Le) paré des plumes du Paon            | Mariage (Le) d'un Méchant               |
| Alouette (L') et ses Petits                       | Cordonnier (Le) et le Financier                 | Membres (Les) et l'Estomac              |
| Ane (L') coupable                                 | Coq (Le) et la Perle                            | Meunier (Le) son Fils et l'Ane          |
| Ane (L') déguisé en Lion                          | Dame (La) et la Servante                        | Mulets (Les deux)                       |
| Ane (L') et l'Idole                               | Femme (La) et la Poule                          | Musicien (Le) fait prisonnier           |
| Ane (L') et le Chien en voyage                    | Fleuve (Le) et sa Source                        | Oiseau (L') percé d'une flèche          |
| Ane (L') qui change de Maîtres                    | Fou (Le) qui vend la sagesse                    | Paon (Le) qui se plaint à Junon         |
| Ane (L') qui veut imiter le chien                 | Grenouille (La) qui crève                       | Poisson (Le) qui va vers la Mer         |
| Ane (L') sauvage et l'Ane domestique              | Grenouilles (les) qui demandent un Roi          | Pot (Le) de terre et le Pot de fer      |
| Anier (L') et ses deux Anes                       | Hirondelle (L') et les Oiseaux                  | Rat (Le) de ville et le Rat des champs  |
| Anneau (L') du riche et le Poisson                | Huître (L') et les deux Voyageurs               | Renard (Le) et la Chèvre                |
| Astronome (L') qui tombe dans un puits            | Ivrogne (L') et sa Femme                        | Renard (Le) et la Tête                  |
| Avare (L') et son Trésor                          | Jupiter assemblant tous les Animaux             | Renard (Le) et le Loup                  |
| Belette (la) maigre                               | Lièvre (Le) et la Perdrix                       | Renard (Le) qui a la queue coupée       |
| Bûcheron (Le) et la Mort                          | Lion (Le) et le Chasseur                        | Rossignol (Le) et le Faucon             |
| Cerf (Le) qui voit son image dans l'eau           | Lion (Le) et le Moucheron                       | Serpent (Le) et la Lime                 |
| Chat (Le) et les Poules                           | Lion (Le) et le Rat (XI)                        | Serpent (Le) sa Tête et sa Queue        |
| Chat (Le) et les Rats                             | Lion (Le) malade                                | Soleil (Le) et le Vent                  |
| Chauve-Souris (la) et la Belette                  | Lionne (La) et la Truie                         | Vieillard (Le) et la Mort               |
| Chêne (Le) et le Roseau                           | Lion (Le) qui donne un repas aux autres animaux | Vieillard (Le) et ses Enfants           |
| Chèvre (La) et son Petit                          | Lion (Le) qui s'associe avec quelques animaux   | Vieillard (Le) qui fait des plantations |
| Chien (Le) gras et le Loup                        | Lion (Le) qui va à la chasse                    | Villageois (Le) et la Citrouille        |
| Chien (Le) maigre et le Loup                      | Lion (Le) qui va à la guerre                    | Villageois (Le) et le Lièvre            |
| Chien (Le) qui lâche sa proie                     | Loup (Le) devenu berger                         | Villageois (Le) et le Rossignol         |
| Chien (Le) qui rapporte la viande de la boucherie | Loup (Le) et l'Agneau                           | Villageois (Le) et le Serpent           |
| Cigale (La) et la Fourmi                          | Loup (Le) et le Cheval                          | Voyageur (Le) et le Fleuve              |
| Conseil tenu par les Rats                         | Loup (Le) et les deux Chiens                    |                                         |
| Corbeau (Le) et le Renard                         | Loups (Les) qui font la paix avec les Moutons   |                                         |

## Les propriétaires du manuscrit duXVIIIesiècleauXXIesiècle

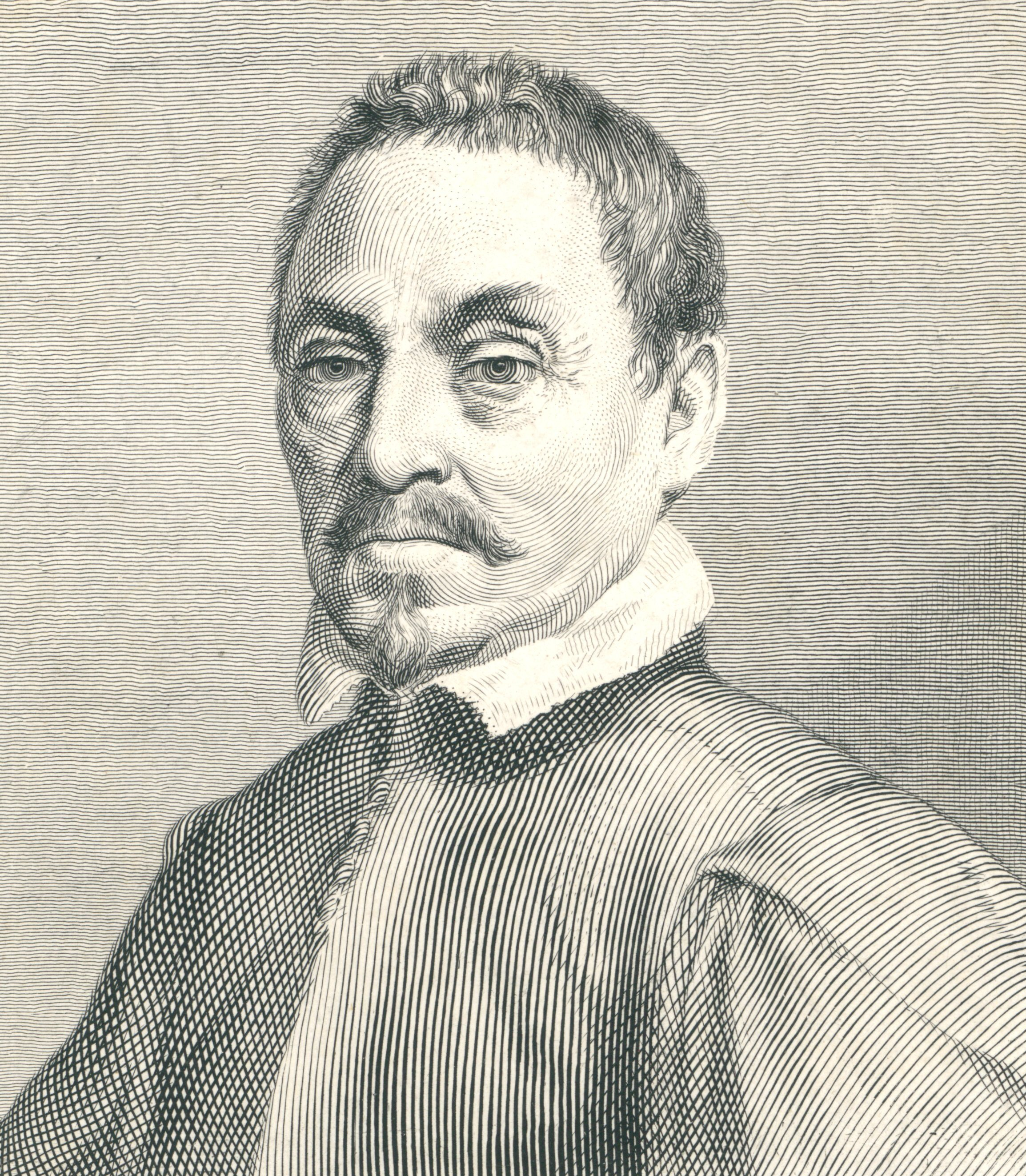
François Mesgnien (Franciszek Meninski).

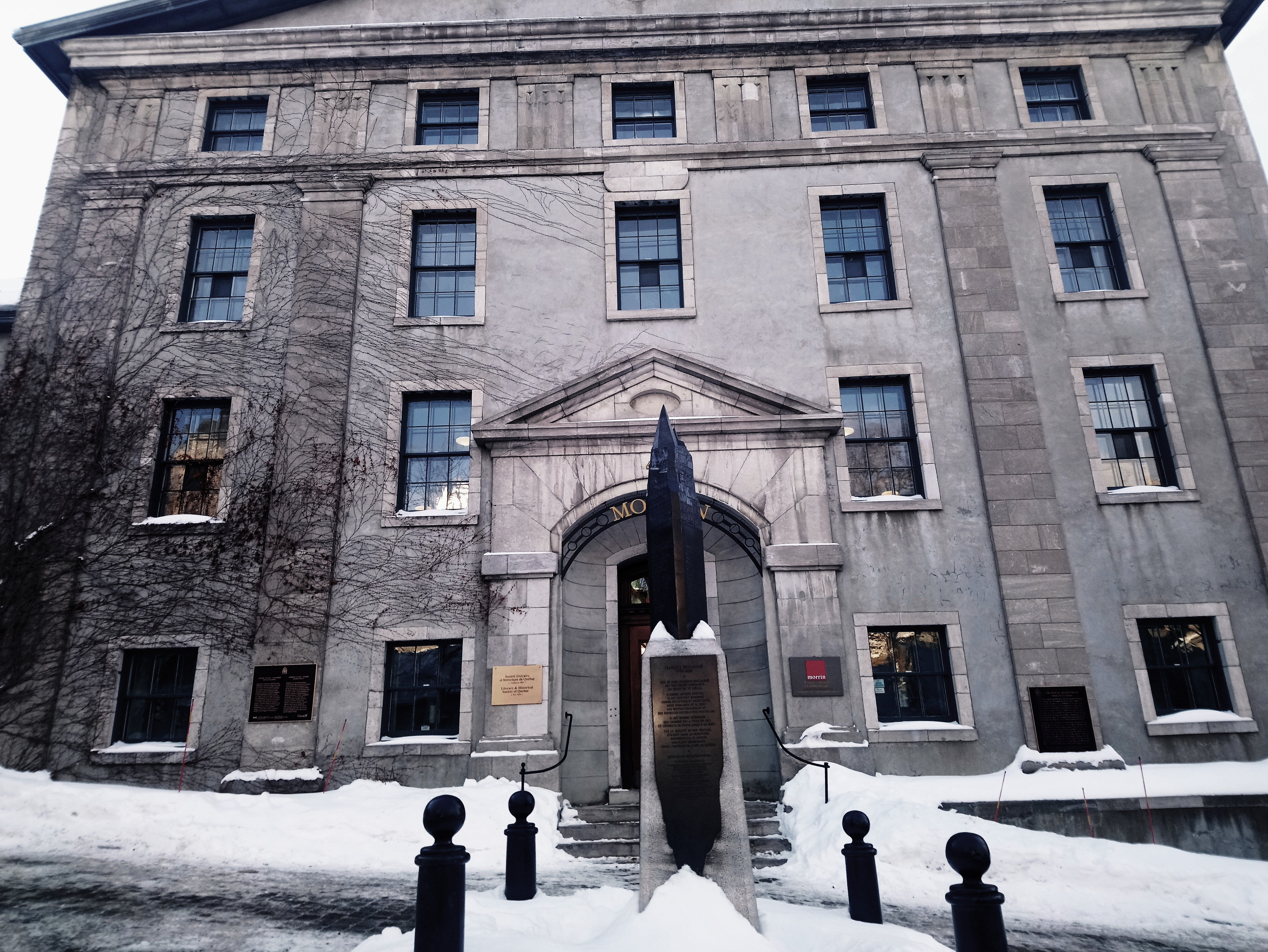
Morrin Centre, siège de la Literary Historical Society of Quebec.

La liste des anciens propriétaires de ce manuscrit est possible à construire grâce à la préface de la grammaire de Louis Victor Letellier. Dans celle-ci, les trois premiers propriétaires à l'exception de l'effendi ayant traduit ces fables sont mentionnés. Par la suite, seulement trois propriétaires sont identifiables. Le manuscrit va traverser l'atlantique entre 1826 et 1834 pour se retrouver au Bas-Canada.
- Pierre-François Viguier (préfet apostolique à Constantinople). Il a récupéré le manuscrit à Constantinople dans le but d'en faire un recueil de fables populaires[1]. Malheureusement, il est décédé avant d'avoir terminé son travail et a légué l'ensemble de ses documents à un ami et collègue, l'orientaliste Dejean.

- L'orientaliste Dejean. Le manuscrit lui est resté peu de temps en main. Il en fera cadeau à M. Letellier pour qu'il puisse s'en servir comme base de sa grammaire simple dédiée aux débutants[3].

- Louis Victor Letellier (membre de la société asiatique de Paris). Il décide de continuer le travail de M. Viguier et va publier sa grammaire turque simplifiée basée sur le manuscrit en 1826. À cette époque, la langue turque était très difficile à étudier puisque très peu d'ouvrages de référence étaient disponibles. De plus, ces livres étaient surtout utiles aux professionnels de la langue. Parmi ces ouvrages, il y a celui de François Mesgnien (Meninski)[4].

- [Hypothèse] Augustin Amiot, marchand et libraire à Québec, occupe la maison Fornel située actuellement au 9 place Royale[5]. Son fils, Joseph-Thomas Amiot, développe peu à peu les mêmes intérêts que son père. Une hypothèse serait que Augustin ait reçu le manuscrit de l'Europe ou que ce dernier l'a acheté à un voyageur.
- Joseph-Thomas Amiot Esquire (Clerk of the Crown in Chancery (en)). Il offre le manuscrit à « The Literary and Historical Society of Quebec » en 1834. Il offre aussi un exemplaire du livre ayant pour titre : « Via Recta ad Vitam Longam », écrit par Tobias Venner (en) en même temps que le manuscrit turc. Lors du don, Amiot ne savait pas qu'il avait en main un manuscrit d'une certaine importance, car la seule identification notée lors du don est : « Thomas Amiot, Esq. — Via recta ad vitam longam. Bv Dr. Venner. London, 1650. A Turkish Manuscript[6]. »

- Literary and Historical Society of Quebec. La Literary and Historical Society of Quebec (LHSQ) est un organisme anglophone situé à Québec. Victime de deux incendies, une bonne partie de leur collection de livres anciens s'est trouvée à la vente dans le but de financer un nouveau bâtiment où siégera cette société.

- Propriétaire(s) indéterminable(s) entre The literary historical society of Quebec et la librairie Argus livres anciens.

- Argus, livres anciens. Anciennement située au 399 Chemin de la Canardière à Québec, la librairie Argus, livres anciens avait une grande variété de livres anciens sur une multitude de sujets. Cette boutique est maintenant fermée[7].

## Pages notables
- Fig.1 : Page où sont indiquées les informations aidant à son identification. Elle comporte ces annotations :

| Type de document  | Langues                                   | Lieu                             | Datation |
| ----------------- | ----------------------------------------- | -------------------------------- | -------- |
| recueil de fables | traduites du latin et du français en turc | manuscrit écrit à Constantinople | en 1721  |

- Fig.2 : La Literary and Historical Society of Quebec a pour habitude d'inscrire le nom de l'ancien propriétaire et la date du don. Ces notes confirment qu'il n'y a pas eu d'autre propriétaire entre Joseph-Thomas Amiot et la société. Cette page donne ces informations :

| Ancien propriétaire (donateur) | Nouveau propriétaire                          | Date du don     |
| ------------------------------ | --------------------------------------------- | --------------- |
| Thomas Amiot, Esquire          | The Literary and Historical Society of Quebec | 18 octobre 1834 |

- Fig.3 : Possession par la Literary and Historical Society of Quebec. La société appose son sceau sur au moins une page des œuvres reçues.

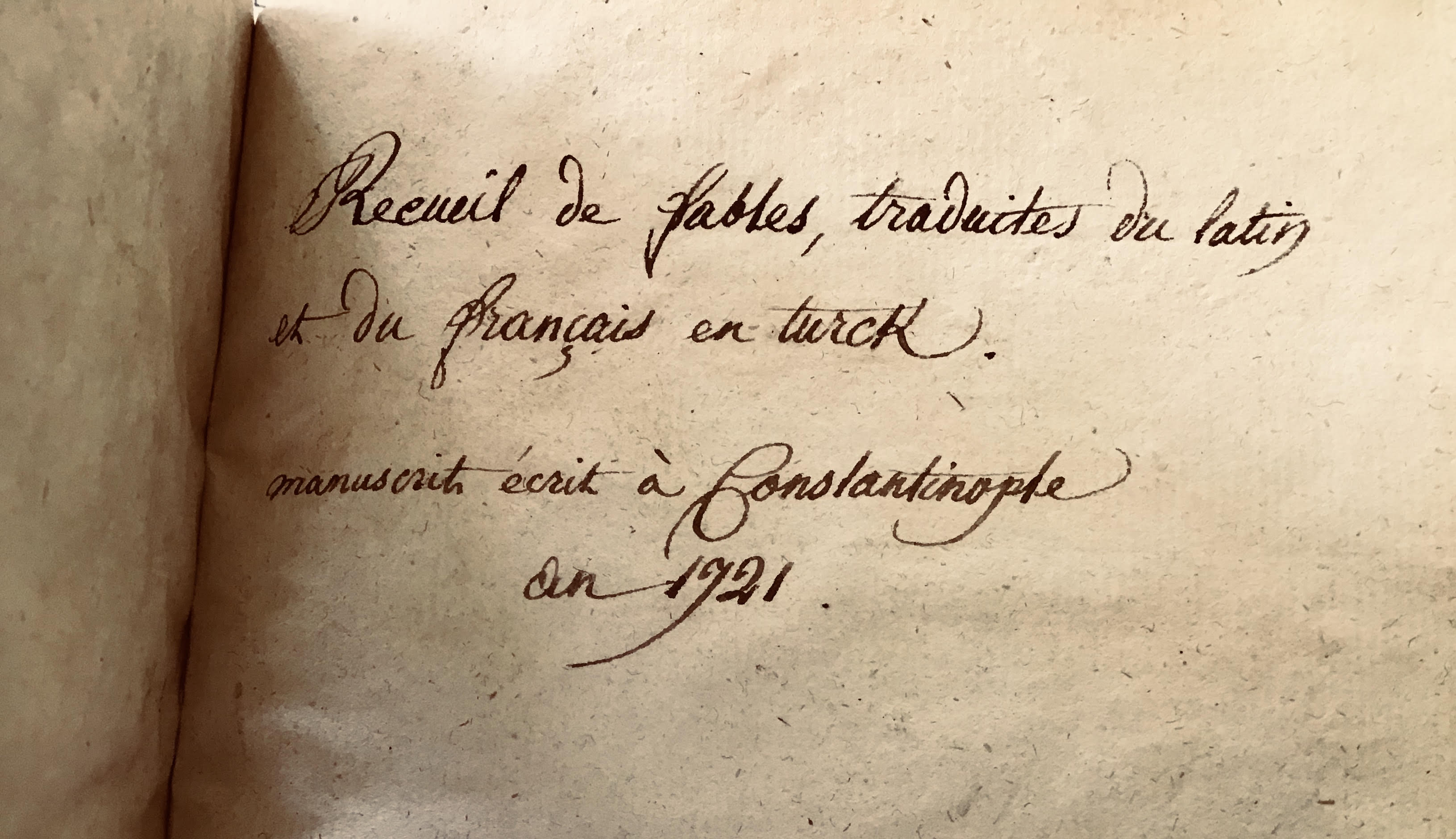
Fig.1 Page informative du manuscrit de Viguier: Type d'oeuvre, Langues, Lieu et date.
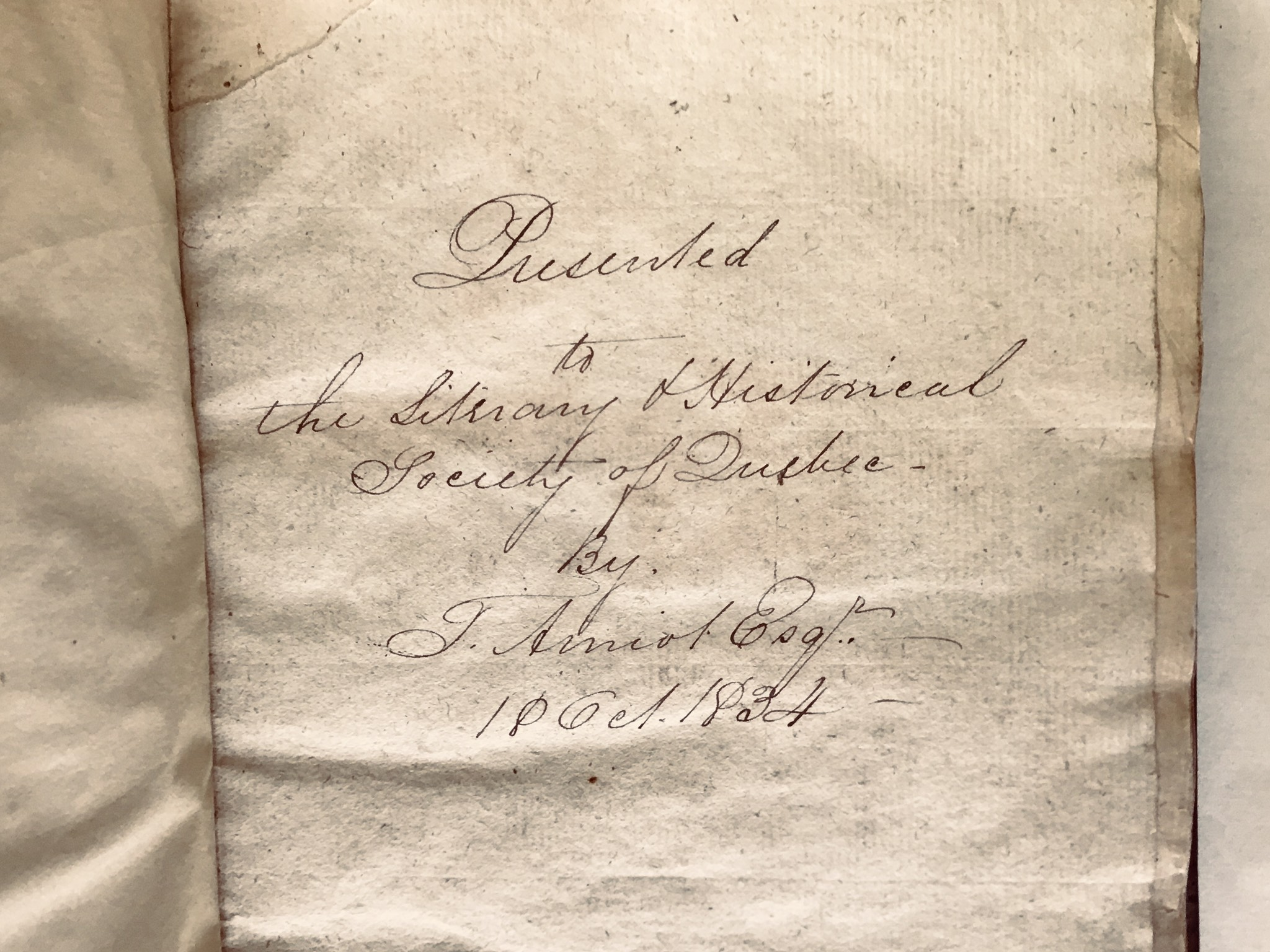
Fig.2 Preuve de possession et preuve du don du manuscrit par Thomas Amiot, Esquire, le 18 octobre 1834.
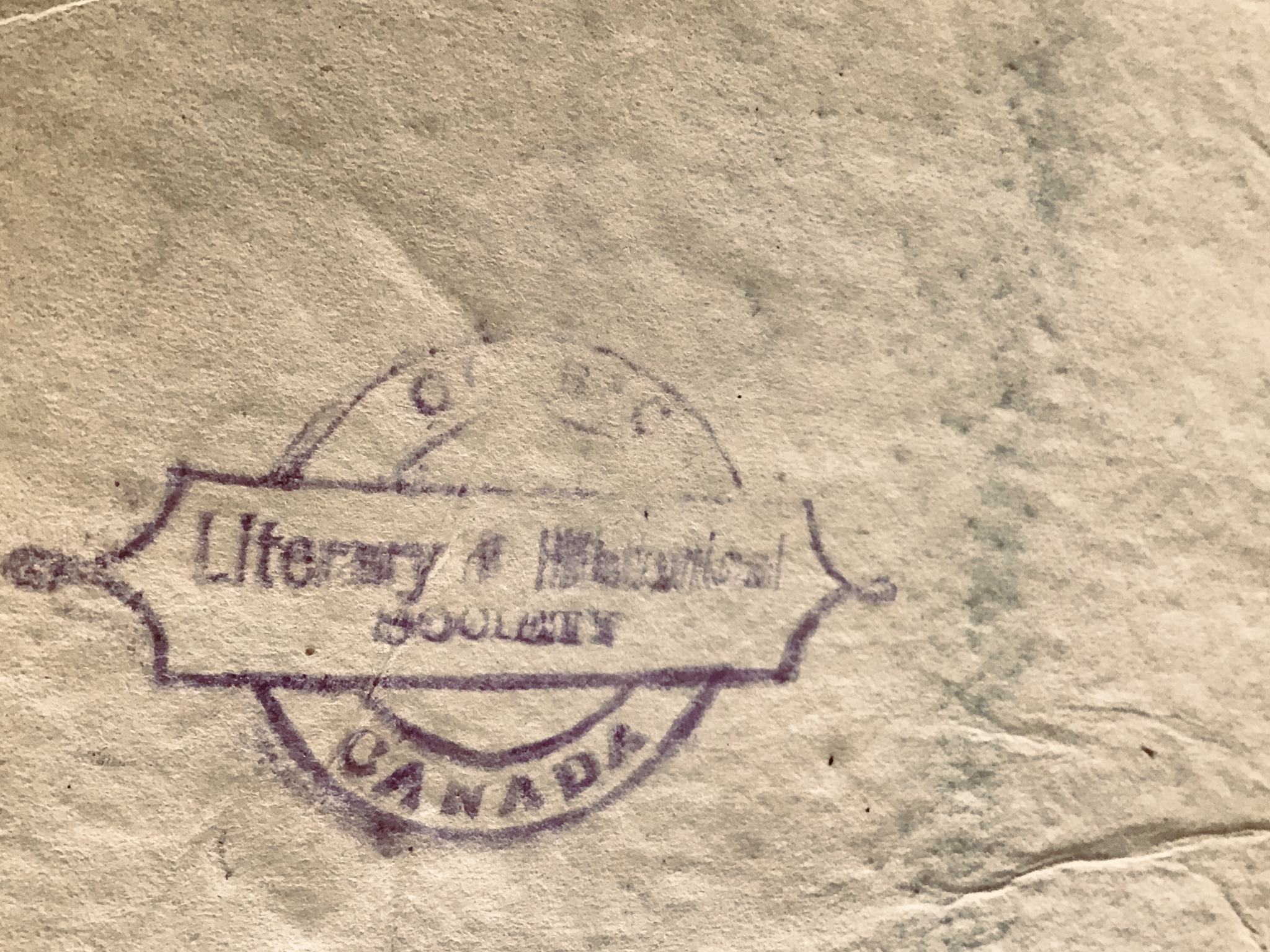
Fig.3 Sceau de the Literary and Historical Society of Quebec présent dans le manuscrit de Viguier.